# Арроусмит, Аарон
Аарон Арроусмит (англ. Aaron Arrowsmith) — английский картограф; родился 14 июля 1750 года в Уинстоне, в графстве Дарем, в 1770 году прибыл в Лондон и устроил там картографическое заведение, достигшее под его управлением значительных успехов. Из него вышло более 130 атласов и больших карт, отличавшихся небывалой точностью и отчетливостью и представлявших особенную ценность для гидрографии. Особенно замечательна всемирная карта в проекции Меркатора (1790 и 1794), которую он снабдил объяснениями, далее большая карта Шотландии (1807) и «General Atlas» (1817). После смерти Арроусмита появилось в печати его сочинение «Geometrical projection of maps» (Лондон, 1825), в котором он изложил результаты своего долголетнего опыта. Умер в Лондоне 28 апреля 1823 года.